# Granada Modelo 1914
A granada modelo 1914 (em russo:  Ручная граната образца 1914 года, transl. Ruchnaya granata obraztsa 1914 goda, 'Padrão de granada de mão ano 1914') é uma granada de concussão (granada de fragmentação por meio de uma jaqueta opcional) de vara russa que foi usada durante Primeira Guerra Mundial e Segunda Guerra Mundial.

## Operação
A M1914 é uma granada retardada. Para ativá-la, o operador deve segurar a granada com o pino de segurança entre dois dedos, mover a trava de segurança para que fique longe da frente do cão e, em seguida, jogá-la. O pino de segurança é liberado assim que a granada é lançada.

## História

### Origens
A M1914 é uma granada Modelo 1912 fortemente modificada. A cabeça da granada passou de uma caixa para um cilindro, o cabo de madeira foi retirado em favor de uma chapa de metal soldada e o gancho do cinto foi retirado.

### Primeira Guerra Mundial
A M1914 foi uma das poucas granadas usadas no conflito que estava em serviço antes do início da guerra. Foi usada durante toda a guerra, juntamente com a granada Stender, pelas forças russas até a Rússia se retirar do conflito em 8 de março de 1918.

### Entre guerras
Em 1930, a M1914 foi modificada para usar um explosivo diferente, o TNT. O TNT era um explosivo comum nas granadas soviéticas da época, como visto em granadas como a granada F-1 e a granada RGD-33.

### Segunda Guerra Mundial
A M1914/30 também foi usada na Segunda Guerra Mundial, mas acabou sendo substituída pela granada RGD-33 como a principal granada de vara do Exército Vermelho. As forças do Eixo usaram granadas M1914/30 capturadas, que classificaram como HG 336(r) (Handgranate 336 (russische)).

### Pós-Segunda Guerra Mundial
Após a Segunda Guerra Mundial, a M1914 foi completamente retirada em favor de outros projetos, como a granada RGD-5. No entanto, versões inertes da M1914 foram utilizadas para treinamento até a década de 1980.

## Variantes

### M1914/30
A M1914/30 é uma variante da M1914 que utiliza TNT em vez de ácido pícrico. Caso contrário, é exatamente igual à M1914.

### Granada Química M1917
A M1917 é uma M1914 modificada e maior que expele gás químico quando explode. O principal agente químico desta granada são 500 g de cloropicrina, que é um agente irritante e sufocante. A M1917 pode ser diferenciada da M1914 porque é maior que a M1914 e tem uma caveira sobre ossos cruzados com a palavra russa para produto químico abaixo da imagem.

### Manga de Fragmentação
O M1914 possui uma manga de fragmentação opcional que transforma a M1914 em uma granada de fragmentação.  O padrão da manga foi posteriormente usado na manga de fragmentação da granada RGD-33.